# Protea lanceolata
Protea lanceolata (лат.) — кустарник, вид рода Протея (Protea) семейства Протейные (Proteaceae), эндемик Западно-Капской провинции в Южной Африке. Этот кустарник обладает изящной формой, белоснежными цветочными головками и устойчив к прибрежным и щелочным условиям.

## Ботаническое описание
Protea lanceolata — прямостоячий кустарник высотой 2-4 м с диаметром ствола до 100 мм. Стебли прямостоячие гладкие, толщиной 4-6 мм, отходящие от ствола, образующие куст диаметром до 2 м. Молодые стебли часто красноватые. Листья от ланцетных до узколанцетных, гладкие, длиной 50-75 мм и шириной 5-15 мм. Кончики листьев округлые, иногда заострённые. Белые цветочные головки появляются на концах стеблей с осени до весны (с апреля по октябрь), а пик цветения приходится на период с начала до середины зимы (с мая по июль). Оба пола присутствуют в каждом цветке (однодомное растение). Цветочные головки от обратноконусовидных до широко-обратноконических длиной 70-80 мм и шириной 50-70 мм. Соцветие состоит из двух отдельных рядов обволакивающих прицветников. Мутовка прицветников у основания соцветия, внешнего ряда, состоит из прицветников зелёного цвета с коричневыми краями, гладких, плотно прилегающих друг к другу и острых. Прицветники внутреннего ряда от продолговато-яйцевидных до линейно-ланцетных, вогнутые, острые и широко расставленные. Они от зеленовато-белого до белого цвета, без волосков, но окаймлённые крошечными рыжими волосками у основания. Цветки белые, редко покрытые рыжеватыми волосками с густо опушёнными кончиками. Когда цветочная головка открывается, цветы опадают, придавая цветочной головке неопрятный вид. Семена сохраняются в сферической конусообразной семенной головке. Семенные головки сохраняются на кусте в течение многих лет, и, когда он не цветёт, этот вид часто ошибочно принимают за шишковидный левкадендрон.

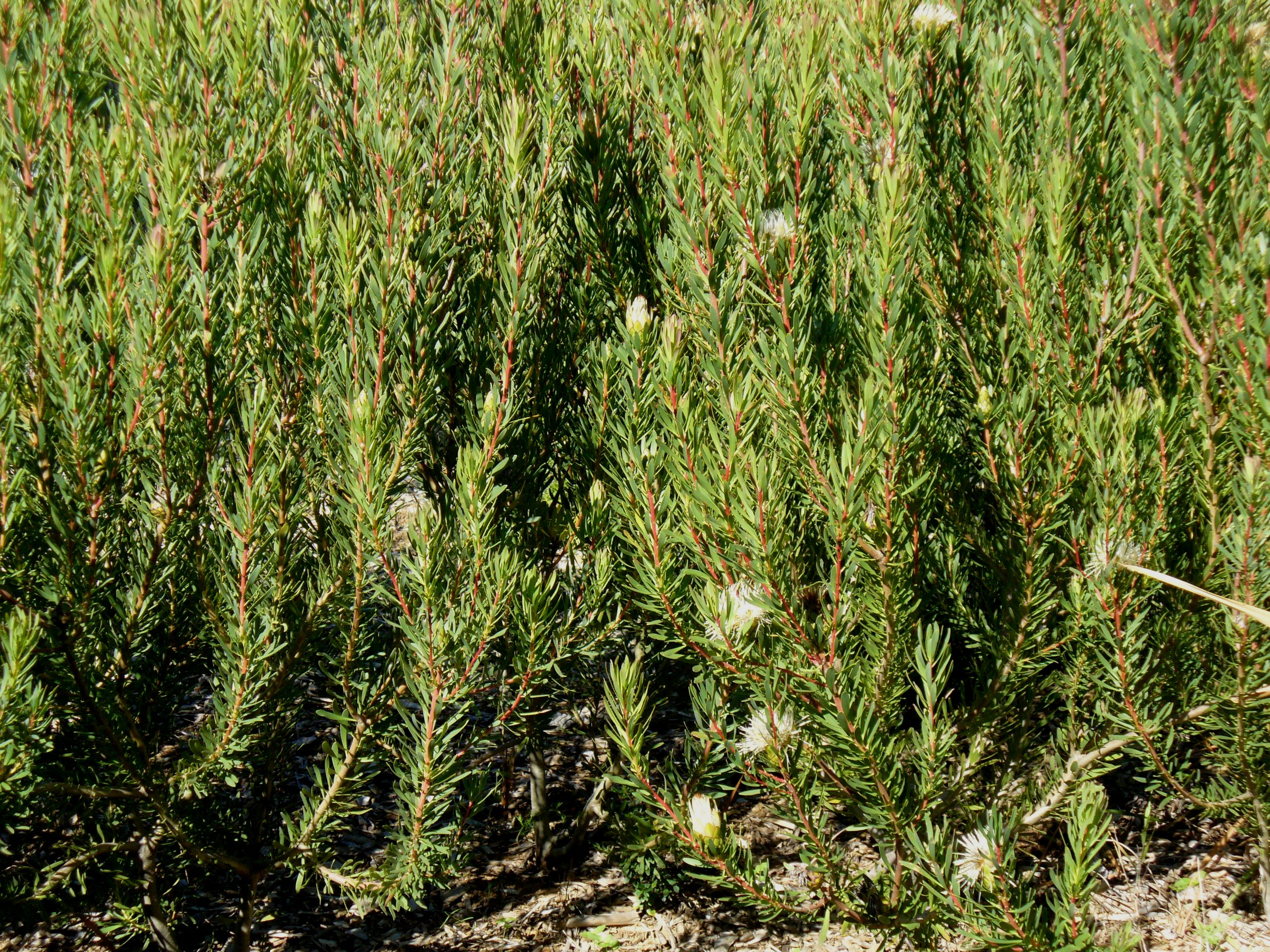
Общий вид
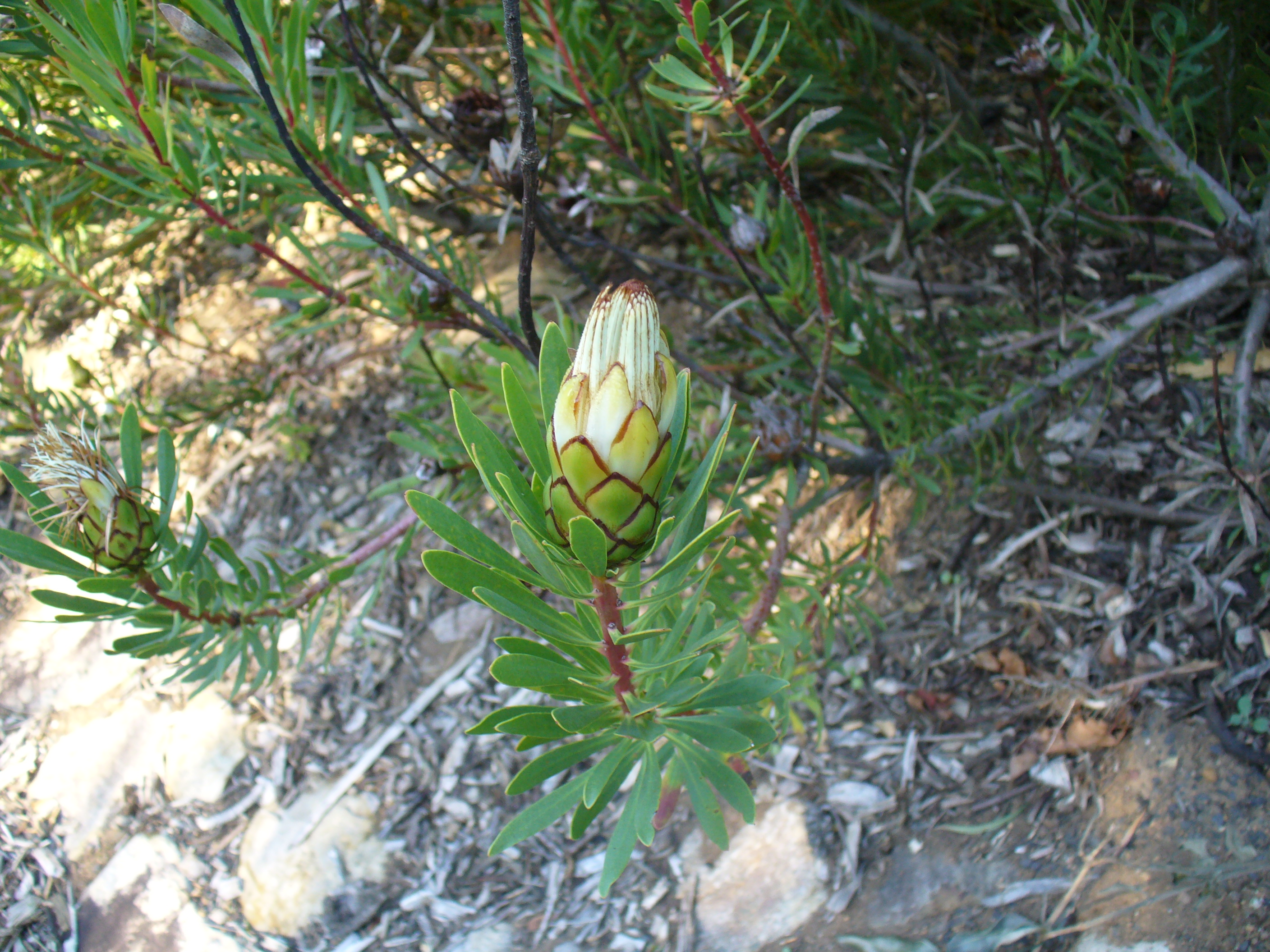
Бутон
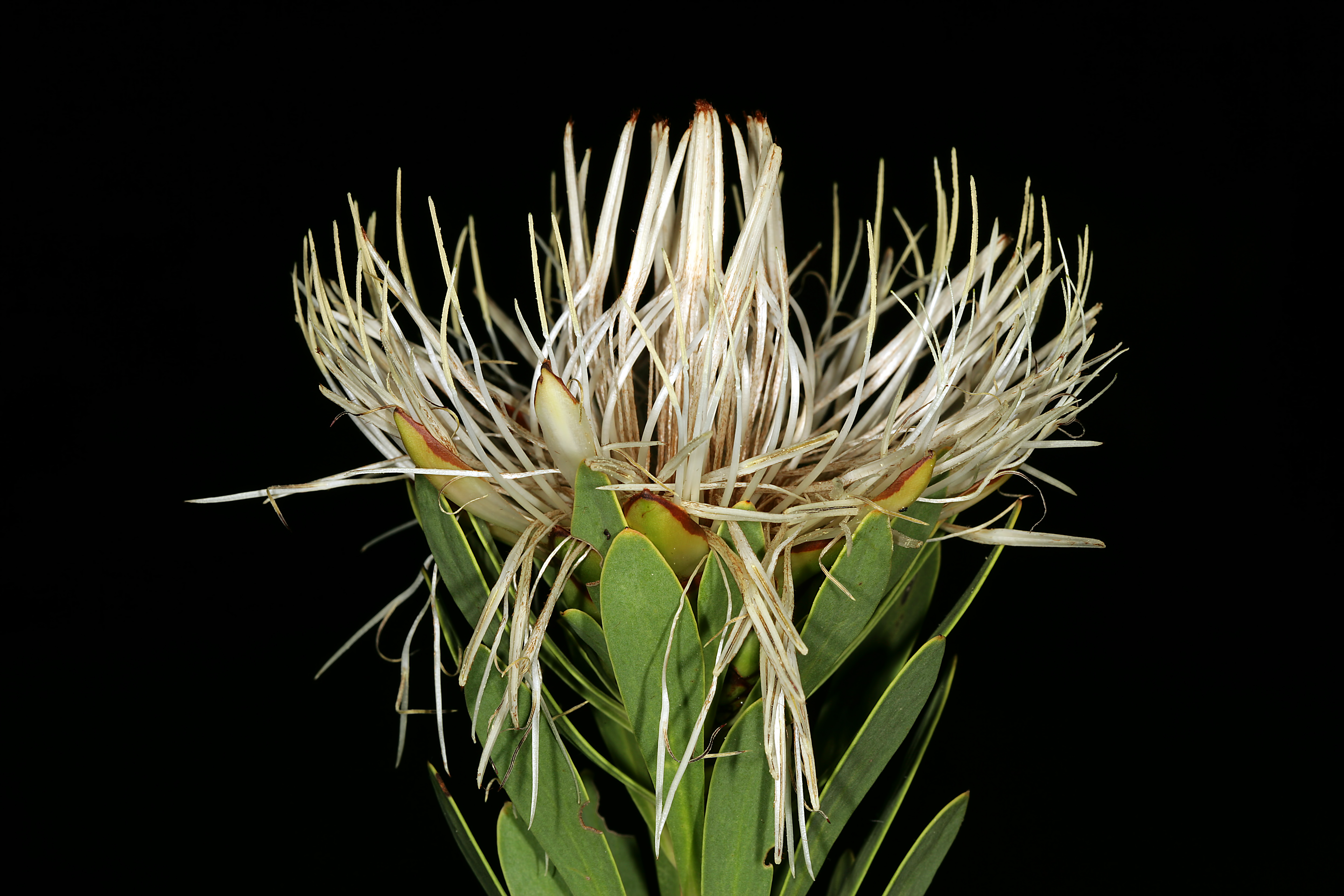
Соцветие

## Таксономия
Вид Protea lanceolata был впервые описан в 1856 году швейцарским ботаником Карлом Фридрихом Мейсснером.

## Распространение и местообитание
Protea Protea lanceolata — эндемик Южной Африки. Встречается от Потберга и Риверсдейла до перевала Робинсон. Растёт исключительно на побережье в непосредственной близости от моря на глубоких, белых, слегка известковых песках, часто встречающихся там, где сливаются экорегионы финбоша и зарослей. Также встречается на глинистом третичном гравии и рядом с выходами известняков. Устойчив к соли и ветрам и хорошо переносит щелочные почвы. Встречается на высотах 0-200 м над уровнем моря в зоне зимних дождей.